# Andreas Karlsson
Andreas Karlsson (* 19. August 1975 in Ludvika) ist ein ehemaliger schwedischer Eishockeyspieler, der während seiner aktiven Karriere unter anderem für die Atlanta Thrashers und Tampa Bay Lightning in der National Hockey League gespielt hat.

## Karriere
Andreas Karlsson begann seine Karriere als Eishockeyspieler in der Jugend von Leksands IF, für dessen Profimannschaft er in der Saison 1992/93 sein Debüt in der Elitserien gab. Anschließend wurde er im NHL Entry Draft 1993 in der sechsten Runde als insgesamt 148. Spieler von den Calgary Flames ausgewählt, für die er allerdings nie spielte. Stattdessen unterschrieb er nach weiteren sechs Jahren in Leksand zur Saison 1999/2000 bei den Atlanta Thrashers aus der National Hockey League. Parallel spielte der Angreifer in seinem Rookiejahr in der NHL für Atlantas Farmteam, die Orlando Solar Bears aus der International Hockey League.
Nachdem der Schwede die Saison 2001/02 im NHL-Team der Thrashers begonnen hatte, beendete er sie bei deren neuem Farmteam, den Chicago Wolves aus der American Hockey League, mit denen er den Calder Cup gewann. In den Playoffs gehörte er mit 21 Scorerpunkten, darunter sieben Tore, in 23 Spielen zu den Spielern mit der besten Punktausbeute seines Teams. Auch die gesamte Saison 2002/03 verbrachte der Schwede bei den Wolves in der AHL. Im Sommer 2004 erhielt er einen Vertrag beim Aufsteiger EHC Basel aus der Schweizer Nationalliga A, den er nach dessen direkten Wiederabstieg nach nur einem Jahr wieder verließ, um in seiner schwedischen Heimat beim HV71 Jönköping zu unterschreiben. Für diesen spielte er ebenso zwei Jahre lang wie anschließend für die Tampa Bay Lightning in der NHL. Ab der Saison 2008/09 lief der Weltmeister von 2006 für den Frölunda HC in der Elitserien auf. Im März 2011 beendete Karlsson seine Spielerkarriere.

### International
Für Schweden nahm Karlsson an der U20-Junioren-Weltmeisterschaft 1995 sowie den Weltmeisterschaften 1996 und 2006 teil.

## Erfolge und Auszeichnungen
- 2002 Calder-Cup-Gewinn mit den Chicago Wolves
- 2006 Schwedisches All-Star-Team
- 2006 Guldhjälmen
- 2006 Håkan Loob Trophy (gemeinsam mit Tomi Kallio)

### International
- 1995 Bronzemedaille bei der U20-Junioren-Weltmeisterschaft
- 1999 Baltica-Cup-Gewinn
- 1999 Bester Stürmer des Baltica Cups
- 2006 Goldmedaille bei der Weltmeisterschaft